# Terra do Fogo (província do Chile)
Terra do Fogo (em espanhol Tierra del Fuego) é uma província do Chile que se localiza no centro-leste da região de Magalhães e Antártica Chilena (também conhecida como XII Região), na ilha da Terra do Fogo. Tem uma superfície de 29.484,7 km² e população de 6.904 habitantes. Sua capital é a cidade de Porvenir.
A província corresponde à porção ocidental da ilha da Terra do Fogo, ao sul do estreito de Magalhães.